# Novi Pot
Novi Pot este o localitate din comuna Sodražica, Slovenia, cu o populație de 10 locuitori.